# ماکس اهمر
ماکس اهمر (انگلیسی: Max Ehmer؛ زادهٔ ۳ فوریهٔ ۱۹۹۲) بازیکن فوتبال اهل آلمان است.
از باشگاه‌هایی که در آن بازی کرده‌است می‌توان به باشگاه فوتبال گیلینگام، باشگاه فوتبال پرستون نورث اند، باشگاه فوتبال یئوویل تاون، باشگاه فوتبال کویینز پارک رنجرز، باشگاه فوتبال استیونج، و باشگاه فوتبال کارلایل یونایتد اشاره کرد.